# Хлорити (солі)

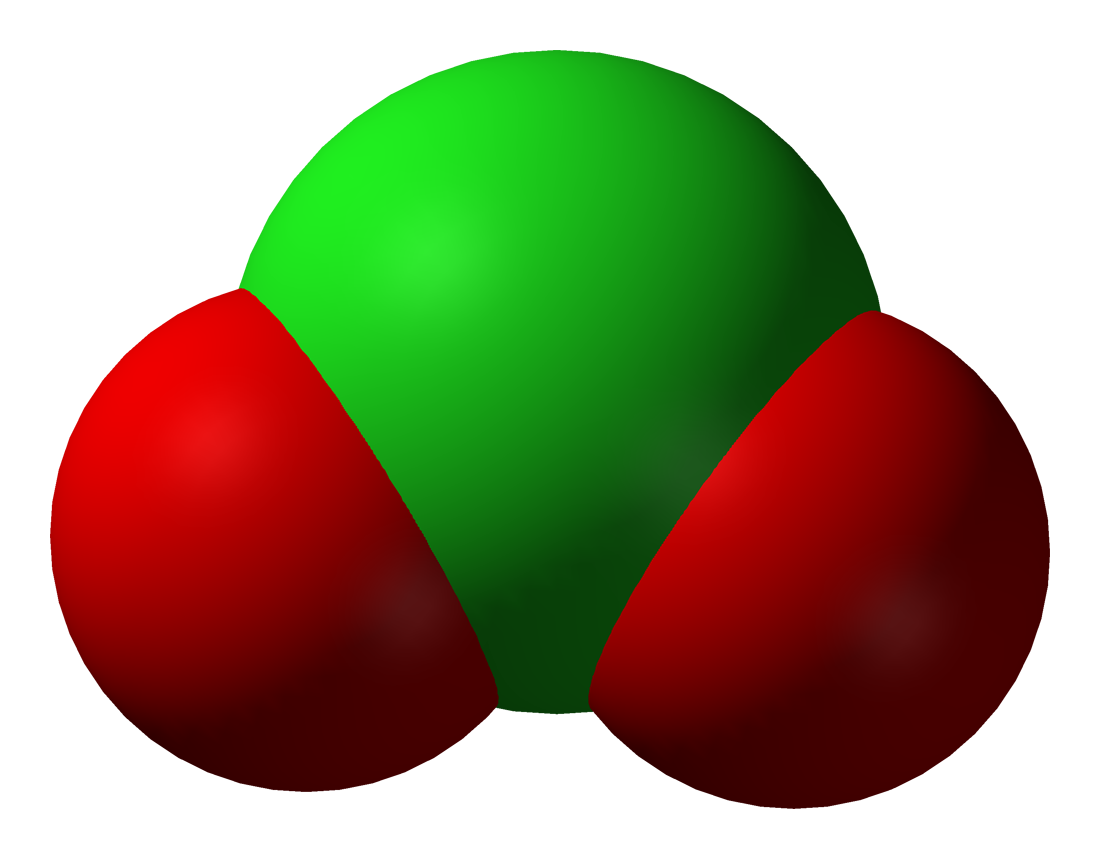
Хлорит аніон

Хлорити — група хімічних сполук, солі хлористої кислоти HClO2. Хлорит аніон має трикутну структуру (d(ClO) = 0,155 нм, кут OClO = 111o).

## Отримання
Хлорити отримують в суміші з хлоратами при взаємодії діоксиду хлору з розчинами лугів:
{\displaystyle {\mathsf {2ClO_{2}+2KOH\rightarrow KClO_{2}+KClO_{3}+H_{2}O}}}
Чисті хлорити без домішок хлоратів можна отримати реакцією між діоксидом хлору та пероксидом натрію:
{\displaystyle {\mathsf {2ClO_{2}+Na_{2}O_{2}\rightarrow 2NaClO_{2}+O_{2}}}}

## Властивості
Хлорити являють собою білі або жовтуваті кристали. Вони зазвичай добре розчиняються у воді, за винятком жовтих Ag(ClO2)2 і Pb(ClO2)2. Хлорити стійкі у звичайних умовах в безводному стані і у водному розчині. Тверді хлорити, особливо солі важких металів, при нагріванні або ударі розкладаються з вибухом.
Лужні розчини хлоритів стійкі в темряві, але розкладаються на світлі:
{\displaystyle {\mathsf {6ClO_{2}^{-}\rightarrow 2ClO_{3}^{-}+4Cl^{-}+3O_{2}}}}
У кислому середовищі розкладання на світлі протікає за реакцією:
{\displaystyle {\mathsf {10ClO_{2}^{-}\rightarrow 8Cl^{-}+2ClO_{4}^{-}+3O_{2}}}}
Термічна стабільність хлоритів лужних металів зростає від Cs до Li, на відміну від більшості лужних солей кисневих кислот.
Хлорити є сильними окислювачами. У кислому середовищі вони здатні окислити Вг− до Вг2 і NO2− до NO3− (але не реагує з N2O), пероксид водню хлорити окислюють до О2.

## Застосування
Хлорити використовуються для відбілювання. Найбільше значення отримав хлорит натрію NaClO2.